# Joinville
Joinville este un oraș în Santa Catarina (SC), Brazilia.